# Хайчини
Хайчини (пол. Chajczyny) — село в Польщі, у гміні Зелюв Белхатовського повіту Лодзинського воєводства.
Населення — 175 осіб (2011).
У 1975-1998 роках село належало до Пйотрковського воєводства.

## Демографія
Демографічна структура станом на 31 березня 2011 року:
|          | Загалом | Допрацездатний вік | Працездатний вік | Постпрацездатний вік |
| -------- | ------- | ------------------ | ---------------- | -------------------- |
| Чоловіки | 94      | 14                 | 64               | 16                   |
| Жінки    | 81      | 13                 | 48               | 20                   |
| Разом    | 175     | 27                 | 112              | 36                   |